# Petr Ostrouchov
Petr Ostrouchov (* 21. listopadu 1972 Praha) je český hudebník, právník a podnikatel. 

## Život
V oboru hudby studoval pouze hru na kytaru v Základní umělecké škole v Praze. Po gymnáziu vystudoval právnickou fakultu Karlovy Univerzity. Živí se mj. jako advokát se specializací na duševní vlastnicví v soukromé advokátní kanceláři. Autorské právo přednášel na FAMU.
V letech 1993 až 2006 působil ve skupině Sto zvířat; později účinkoval v kapele Blue Shadows. V roce 2019 produkoval album Jednou tě potkám od Vladimíra Mišíka. Je majitelem vydavatelství Animal Music, které vydává převážně jazzové desky; rovněž se věnuje skládání filmové hudby. Zároveň je právníkem.

## Diskografie (výběr)
- Druhá brada (Sto zvířat, 1996)
- Bambule (Sto zvířat, 1998)
- Ty vole, na základní škole… (Sto zvířat, 2002)
- Nikdy nic nebylo (Sto zvířat, 2004)
- CinemaSonics (Doug Wimbish, 2008)
- Zeurítia (Zeurítia, 2008)
- První, poslední (Lucie Redlová, 2009)
- Miriam Bayle (Miriam Bayle, 2010)
- Zvon (Iva Bittová, 2012)
- Blue Shadows (Blue Shadows, 2017)
- Vánoce dospělých (Concept Art Orchestra, 2018)
- Markéta Lazarová (Zdeněk Liška, 2018)
- Jednou tě potkám (Vladimír Mišík, 2019)
- Noční obraz (Vladimír Mišík, 2021)
- Vteřiny, měsíce a roky (Vladimír Mišík, 2024)

## Filmografie (výběr)
- O Kanafáskovi (2002)
- Želary (2003)
- Čert ví proč (2003)
- Občanský průkaz (2010)
- Vendeta (2011)
- Klauni (2013)
- Červený pavouk (2015)
- Rudý kapitán (2016)
- Zahradnictví (2017)